# Drzonek (powiat śremski)
Drzonek – wieś w Polsce położona w województwie wielkopolskim, w powiecie śremskim, w gminie Dolsk. 
Wieś królewska starostwa śremskiego, pod koniec XVI wieku leżała w powiecie kościańskim województwa poznańskiego. W latach 1975–1998 miejscowość administracyjnie należała do województwa poznańskiego.
Wieś położona 6 km na północ od Dolska nad brzegiem Jeziora Grzymisławskiego, przy drodze wojewódzkiej nr 434 (Łubowo – Śrem – Dolsk – Rawicz). We wsi znajdują się skrzyżowania z drogami powiatowymi:
- 4070 z Kadzewa do Konarskie przez Wieszczyczyn.
- 4078 do Dobczyna przez Rusocin.

W 1279 wieś była ośrodkiem opola. Lokacja wsi na prawie średzkim została dokonana w 1292 przez sołtysa Zachariasza. Z 1777 pochodzi ostatnia notacja kościoła św. Katarzyny wybudowanego w XIII wieku. Atrakcją turystyczną wsi jest kapliczka znajdująca się na polu zwanym cmentarzem, pamiątka po kościele św. Katarzyny. Wzdłuż głównej drogi znajdują się przebudowana rządówka i trzy czworaki z końca XIX wieku.

## Demografia
Liczba mieszkańców miejscowości w poszczególnych latach:
| Rok  | Ilość mieszkańców |
| ---- | ----------------- |
| 1988 | 309               |
| 2002 | 303               |
| 2009 | 303               |
| 2011 | 295               |
| 2021 | 302               |